# Ramon Abatti Abel
Ramon Abatti Abel (Araranguá - 18 de setembro de 1989) é um árbitro brasileiro de futebol, no quadro FIFA desde 2023, arbitrou as Olimpíadas de Verão de 2024 na França.

## Carreira
Natural de Santa Catarina, apita partidas da federação local desde 2017, tendo se filiado à CBF em 2020 e à Conmebol/FIFA em 2022. Sua primeira atuação internacional foi na Copa do Mundo FIFA Sub-20 de 2023.
Ao longo dos anos, ele se envolveu em algumas polêmicas, como a arbitragem da partida do Campeonato Brasileiro Série A de 2023 entre Botafogo e Palmeiras, e a final do Campeonato Catarinense de 2024.
Foi selecionado como um dos árbitros brasileiros nas Olimpíadas de Verão de 2024, ao lado de Edina Alves Batista. Em 9 de agosto de 2024, tornou-se o árbitro oficial da partida pela medalha de ouro das Olimpíadas de Verão de 2024 entre França e Espanha, realizada no Estádio Parc des Princes, em Paris .